# Čelesta
Čelesta ili celesta, takođe zvan bel-klavir, udarački je ideofon kojim se upravlja pomoću klavijature. Izgleda slično uspravnom klaviru (četiri ili pet oktava), mada sa manjim dirkama i znatno manjom kutijom, ili velikom drvenom muzičkom kutijom (tri oktave). Dirke su povezane sa čekićima koji udaraju u graduirani skup metalnih (obično čeličnih) ploča ili šipki ovešenih preko drvenih rezonatora. Modeli sa četiri ili pet oktava obično imaju papučicu prigušivača koja održava ili prigušuje zvuk. Instrumenti od tri oktave nemaju pedalu zbog svog malog „stonog“ dizajna. Jedno od najpoznatijih dela koje koristi čelestu je „Ples vile šećerne šljive“ Čajkovskog iz Ščelkunčika.
Zvuk čelesta sličan je zvuku glokenspila, ali sa mnogo mekšim i suptilnijim timbarom. Ovaj kvalitet je instrumentu dao ime, celeste, što na francuskom znači „nebeski“. Čelesta se često koristi za pojačavanje melodijske linije ili sekcije koju svira drugi instrument. Delikatni zvuk poput zvona nije dovoljno glasan da bi se mogao koristiti u celokupnim ansamblskim sekcijama; takođe, čelesta se retko koristi samostalno.
Čelesta je transponirajući instrument; zvuči za jednu oktavu više od zapisanog tona. Opseg zvuka od četiri oktave obično se smatra da je 4 do C8. Osnovna frekvencija od 4186 Hz čini ovo jednim od najviših tonova u uobičajenoj upotrebi. Originalni francuski instrument imao je raspon od pet oktava, ali s obzirom da se najniža oktava smatrala donekle nezadovoljavajućom, izostavljena je iz kasnijih modela. Standardni francuski instrument sa četiri oktave sada se u simfonijskim orkestrima postepeno zamenjuje većim nemačkim modelom od pet oktava. Iako je član porodice udaraljki, u orkestralnom smislu se pravilnije smatra članom sekcije klavijatura i obično je svira klavijaturista. Komadi za čelestu su obično napisani na dve ograđene osnove, zvane velikim linijama.

## Istorija
Čelestu je 1886. izumeo pariski graditelj harmonijuma Ogast Viktor Mustel. Njegov otac, Šarl Viktor Mustel, razvio je preteču čeleste, tipofon, 1860. Ovaj instrument je proizvodio zvuk udarajući zvučne viljuške umesto metalnih ploča koje se koriste u čelesti. Dulciton je funkcionisao identično tајipofonu i istovremeno je razvijen u Škotskoj; nejasno je da li su njihovi tvorci znali za instrumente jedni drugih. Upotreba tajpofona/dulcitona bila je ograničena zbog male jačine zvuka. Oni su bili previše tihi da bi se mogli čuti u punom orkestru.
Petar Iljič Čajkovski obično se navodi kao prvi veliki kompozitor koji je koristio ovaj instrument u delu za puni simfonijski orkestar. On ju je prvi put koristio u svojoj simfonijskoj pesmi Vojevoda, op. post. 78, premijerno izvedenoj novembra 1891. Sledeće godine, koristio je čelestu u odlomcima u svom baletu Ščelkunčik (Op. 71, 1892), naročito u Plesu vile od šećerne šljive, koji se takođe pojavljuje u izvedenoj Ščelkunčikovoj sviti, op. 71a. Međutim, Ernest Šoson je prethodio Čajkovskom upotrebivši čelestu u decembru 1888. godine u njegovoj scenskoj muzici, napisanoj za mali orkestar, za La tempête (francuski prevod Morisa Bušora Šekspirove Bure).
Čelesta je koristena u pojedinim operskim partiturama 20. veka, uključujući scenu Srebrne ruže u Der Rosenkavalier (1911) i Karl Orfovu Karmina Burana (1936).
Deo glokenspilove klavijature u Mocartovoj Čarobnoj fruli danas često svira čelestom.

## Upotreba u drugim muzičkim žanrovima

### Džez
Otkako ju je Erl Hajns upotrebio 1928. godine, drugi džez pijanisti su povremeno koristili čelestu kao alternativni instrument. Tridesetih godina prošlog veka Fats Voler je ponekad svirao čelestu desnom rukom, a klavir istovremeno levom rukom. Među značajnim džez pijanistima koji su povremeno svirali čelestu su Memfis Slim, Mid „Luks” Luis, Vili „Lav” Smit, Art Tatum, Djuk Elington, Telonijus Mank, Badi Greko, Oskar Peterson, Makoj Tajner, San Ra, Kit Džaret, i Herbi Henkok. Čelesta pruža uvod u pesmu Someday You'll Be Sorry, koju je Luj Armstrong snimio za RCA, i prominentna je u celom delu. Brojni snimci koje je Frenk Sinatra snimio za Kolumbiju 1940-ih sadrže ovaj instrument (na primer, I'll Never Smile Again), kao i mnogi njegovi albumi snimljeni za Kapitol 1950-ih (In the Wee Small Hours, Close to You i Songs for Swingin' Lovers).

### Rok i pop
Pre konverzije instrumenta, islandski bend Sigur Ros ga je pozajmio za svoj album Takk.... Vodeći pevač Jonsi koristio je čelestu u Go Quiet, akustičnoj verziji svog solo albuma Go. Stiven Vilson koristi čelestu na raznim numerama u svojim solo radovima.
Šeril Krou svira čelestu na njenom albumu Be Myself iz 2017.

### Saundtrak
Čelesta je decenijama bila uobičajena na filmu. Pored dopune brojnih orkestracija zvučne podloge za filmove iz 1930-ih, 1940-ih i 1950-ih, čelesta je povremeno našla primenu u evociranju hirovitog vazduha. Na primer, u Pinokio (1940), mali motiv na čelesti se koristi kad god se Plava vila pojavi iz vazduha ili izvodi magiju. Čelesta takođe pruža potpis za otvaranje Čiste imaginacije, pesme (koju je otpevao Džin Vajlder) iz filma Vili Vonka & fabrika čokolade iz 1971. godine. Partiture kompozitora Džona Vilijamsa za prva tri filma o Hariju Poteru koriste ovaj instrument, posebno u čestim izjavama prva dva filma „Hedžigove teme“.
Čelesta se koristi u punoj orkestralnoj verziji tematske pesme iz TV serije Zapadno krilo koju je komponovao V. G. Snafi Volden.

## Proizvođači
Šidmejer i Jamaha su dve od kompanija koje trenutno proizvode čeleste.

## Literatura
- "Celesta", The New Grove Dictionary of Music and Musicians, second edition, edited by Stanley Sadie and John Tyrrell (London, 2001).
- "Celesta", The New Grove Dictionary of Jazz, second edition, edited by Barry Kernfeld (London, 2002).
- Dolge, Alfred (1911). Pianos and Their Makers: A Comprehensive History of the Development of the Piano from the Monochord to the Concert Grand Player Piano. Covina Publishing Company.
- Isacoff, Stuart (2012). A Natural History of the Piano: The Instrument, the Music, the Musicians – From Mozart to Modern Jazz and Everything in Between. Knopf Doubleday Publishing.
- Fine, Larry; Gilbert, Douglas R (2001). The Piano Book: Buying and Owning a New or Used Piano (4th ed.). Jamaica Plain, MA: Brookside Press. ISBN 1-929145-01-2. Gives the basics of how pianos work, and a thorough evaluative survey of current pianos and their manufacturers. It also includes advice on buying and owning pianos.
- Good, Edwin M. (2001). Giraffes, black dragons, and other pianos: a technological history from Cristofori to the modern concert grand (2nd ed.). Stanford, CA: Stanford University Press. ISBN 0-8047-4549-8. is a standard reference on the history of the piano.
- Pollens, Stewart (1995). The Early Pianoforte. Cambridge, MA: Cambridge University Press. ISBN 978-0-521-11155-3. is an authoritative work covering the ancestry of the piano, its invention by Cristofori, and the early stages of its subsequent evolution.
- Sadie, Stanley; John Tyrrell, ур. (2001). The New Grove Dictionary of Music and Musicians (2nd ed.). London: Macmillan Publishers. ISBN 0-19-517067-9. contains a wealth of information. Main article: Edwin M. Ripin, Stewart Pollens, Philip R. Belt, Maribel Meisel, Alfons Huber, Michael Cole, Gert Hecher, Beryl Kenyon de Pascual, Cynthia Adams Hoover, Cyril Ehrlich, Edwin M. Good, Robert Winter, and J. Bradford Robinson. "Pianoforte".
- Banowetz, Joseph; Elder, Dean (1985). The pianist's guide to pedaling. Bloomington: Indiana University Press. ISBN 0-253-34494-8.
- Carhart, Thad (2002) [2001]. The Piano Shop on the Left Bank. New York: Random House. ISBN 0-375-75862-3.
- Ehrlich, Cyril (1990). The Piano: A History. Oxford, United Kingdom: Oxford University Press. ISBN 978-0-19-816171-4.
- Giordano, Sr., Nicholas J. (2010). Physics of the Piano. Oxford, United Kingdom: Oxford University Press. ISBN 978-0-19-954602-2.
- Lelie, Christo (1995). Van Piano tot Forte (The History of the Early Piano) (на језику: холандски). Kampen: Kok-Lyra.
- Loesser, Arthur (1991) [1954]. Men, Women, and Pianos: A Social History. New York: Dover Publications.
- Parakilas, James (1999). Piano Roles: Three Hundred Years of Life with the Piano. New Haven, Connecticut: Yale University Press. ISBN 0-300-08055-7.
- Reblitz, Arthur A. (1993). Piano Servicing, Tuning and Rebuilding: For the Professional, the Student, and the Hobbyist. Vestal, NY: Vestal Press. ISBN 1-879511-03-7.
- Schejtman, Rod (2008). Music Fundamentals. The Piano Encyclopedia. ISBN 978-987-25216-2-2. Архивирано из оригинала 2018-08-31. г. Приступљено 2020-05-06.
- White, William H. (1909). Theory and Practice of Pianoforte-Building. New York: E. Lyman Bill.